# Aït Ziri
 (novembre 2015).
Si vous disposez d'ouvrages ou d'articles de référence ou si vous connaissez des sites web de qualité traitant du thème abordé ici, merci de compléter l'article en donnant les références utiles à sa vérifiabilité et en les liant à la section « Notes et références ».
Aït Ziri est un village situé dans les hauteurs de la Kabylie (wilaya de Tizi Ouzou) en Algérie à environ 4 km de la ville d'Ain El Hammam, 1,5 km du chef-lieu de la commune d'Aït Yahia.

## Géographie
Le village d’Aïh Ziri est perché à une altitude de 1 080 m et compte approximativement 2800 habitants. Il compte plusieurs hameaux (berbère : idermans), chacun étant constitué de plusieurs familles (berbère : Ikharvans).

## Histoire
Ce village fait partie de la confédération tribunal kabyle de Djurdjura Zouaoua.[réf. nécessaire]
Le village est géré par trois organisations distinctes, à savoir le comité du village, l'Association communauté Aïh Ziri de France (ACAZF) et l'Association Tarwa Uziri.[réf. nécessaire]